# Timmy Allen
Timmy Allen, né le  9 janvier 2000 à Mesa dans l'Arizona, est un joueur américain de basket-ball évoluant au poste d'ailier.

## Biographie

### Carrière professionnelle
En avril 2024, il signe un contrat de 10 jours avec les Grizzlies de Memphis.

## Distinctions individuelles

### Universitaires
- Second-team All-Big 12 (2022)
- First-team All-Pac-12 (2021)
- Second-team All-Pac-12 (2020)
- Big 12 All-Newcomer Team (2022)
- Pac-12 All-Freshman Team (2019)

### Professionnelles
BC Ostende
- Élu MVP de BNXT League en 2025.
- Élu dans la BNXT First Team en 2025.